# 遠藤里沙
遠藤 里沙（えんどう りさ、1977年9月22日 - ）は、日本のフリーアナウンサー。埼玉県深谷市出身。身長168cm。血液型A型。成城大学卒業。
ニックネームは「りさッチ」（本人のブログでは“LISA”という表記がある）。

## 来歴
- 2001年4月、秋田放送に入社。ワイド番組等を担当。
- 2004年8月、秋田放送を退社。
- 2006年4月、文化放送に契約社員として入社。
- 2009年3月、文化放送を退社。フリーとなり芸能事務所に所属しながら大学院へ進学。

## エピソード
- アナウンサーに憧れるようになったきっかけは、小学生の時に当時フジテレビアナウンサーだった八木亜希子を見てからのこと。その後、阪神・淡路大震災の現場でレポートするアナウンサーを見て「情報を必要としている人のために一生懸命レポートする姿が素敵だった」と思って本格的にアナウンサーになることを決意したという[1]。
- 2006年7月　文化放送『くにまるワイド ごぜんさま〜』内のコーナー「クイズ!だいぶショック!?」で、文化放送アナウンサーの出身大学対抗戦があった。（出場者は(1)吉田たかよし【東大】（アナウンサーではなく、特別出演。「吉田たかよし プラス!」パーソナリティ(当時)）(2)高橋将市【早稲田】(3)太田英明【慶應義塾】(4)鈴木純子【明治】(5)水谷加奈【立教大】(6)菅野詩朗【東海大】(7)野村邦丸【日大】(8)遠藤里沙【成城大】）遠藤は一回戦で、鈴木純子と女同士の熱いバトルとなったが、先輩に花を持たせる事も無く、遠藤の勝利となり、その後、鈴木のムッとした表情になったのが、リスナーにも十分伝わった。その直後の「お天気・気象転結」で、一問も正解できなかった（番組内では、通称“逆パーフェクト”と呼んでいる）鈴木自身は「知力でも若さでも負けました…」と落胆していたが、後に、文化放送の公式ホームページ内で鈴木純子、遠藤、野村、鈴木光裕、松島茂の5人で会食している写真が掲載された。
- 原宿の母（タロット占い）の門下生である。占い師の資格をとるべく「原宿の母」の講義を受講中である。
- 趣味はスノーボード、キックボクシング、名刺集め（主に食に関するもの）、デジタルカメラ撮影、マッサージ と多岐に渡る。
- 「食」に関する造詣があり、「食育インストラクター」「ベジタブル・フルーツマイスター」を取得している。
- 自身がアシスタントを担当している番組内で「今までに同窓会に出席したことが無いんです…。特に高校の同窓会に出席したいです。生地から引越しして、旧友と連絡が取れなくて…」と言っていたが、自身のブログでは、高校時代の友人数人と会食の模様が掲載されていた。
- プロフィールなどの発表にサイズが公表されていないが、“大柄女”だとブログに（自虐的な意味もあるか）書いている節がある。
- 2009年3月28日放送の文化放送『伊東四朗・吉田照美 親父熱愛』のエンディングで、同年3月末で文化放送を退社し、今後は芸能事務所に所属しタレント活動をする傍ら大学院に進学する事を公表した。

## 出演番組

### 秋田放送勤務時代
- ABSワイドゆう（テレビ・進行）
- 元気満タン秋田だwin（ラジオ・パーソナリティ）
- 大人のための週刊Radio（ラジオ・パーソナリティ）
- 月刊 元気一番"生"テレビ（テレビ・秋田担当リポーター）

### 文化放送勤務時代
- 吉田たかよし プラス!（天気予報　月〜水曜担当）
- 吉田照美のやる気MANMAN!（HARAHARA最先端情報　火曜担当）番組最終週は、月・火の連続担当だった。
- ライオンズナイター（木曜スタジオ担当）2006年度。
- 「文化放送サテライトプラスLIVE」　MC　（毎週水曜担当：1F イベントスペース）
- 浜松町サウンドファクトリー（日　20:00〜21:00）
- 山田春木の耳からクスリ
- 海江田万里のトクする朝
- FRIDAY SUPER COUNTDOWN 50（金　21:30〜24:00）
- 伊東四朗・吉田照美 親父熱愛（パッション）（土　15:00〜15:55）
- 近藤真彦 くるくるマッチ箱（木　25:00〜25:30）
- 浜松町一丁目 文化食堂（火　21:00〜22:00）　マスター：彦摩呂　常連客：遠藤里沙
- パックンマックンの就職戦士ブンナビ（金　21:00〜21:30）
- みのもんたのウィークエンドをつかまえろ内：ニュース（土　14:00〜）
- 定時ニュース
- エコライフ情報（ナビゲーター）
- 寺島尚正 ラジオパンチ!（月〜金　11:30〜13:00）内 レポート（水曜日、木曜日）
- 戸張捷・松井功のモーニングゴルフ（土　6:25〜6:40）
- Juicy Style Bouno! Bouno!（地上波デジタル放送）
- 美ヶ原高原美術館（ラジオCMのナレーション）
- 産経新聞（産経新聞の販売所のラジオCMのナレーション）

### 文化放送退社後・フリー
- ちい散歩（2009年 - 2012年5月4日まで、テレビ朝日）- テレビショッピングコーナー担当、不定期出演